# Coppa del Mondo di cricket 2011
La Coppa del Mondo di cricket 2011 è stata la decima edizione del torneo mondiale di cricket. Il torneo è iniziato il 18 febbraio e terminato il 2 aprile 2011. La manifestazione è stata organizzata congiuntamente da 3 nazioni: India, Sri Lanka e Bangladesh. Il torneo è tornato a 14 squadre dopo l'edizione a 16 del 2007.
La vittoria finale è andata per la seconda volta alla selezione dell'India, che in finale ha conquistato il titolo battendo la selezione dello Sri Lanka.

## Selezione del paese ospite
L'unica candidatura giunta entro il tempo massimo fu quella congiunta di Australia e Nuova Zelanda. Questa candidatura riscosse notevoli pareri favorevoli grazie ai precedenti organizzativi dei due paesi (le nazioni avevano già organizzato congiuntamente l'edizione 1992 oltre ad una edizione della coppa del mondo di rugby) e le rassicurazioni che la squadra dello Zimbabwe avrebbe potuto giocare senza problemi.
David Morgan, il presidente dell'International Cricket Council, non volendo avere una candidata unica e vista l'assegnazione alla Nuova Zelanda della Coppa del Mondo di rugby 2011 diede del tempo extra per presentare altre candidature, e dopo un lungo dibattito arrivò anche quella congiunta di ben 4 paesi dell'Asia meridionale (India, Pakistan, Sri Lanka e Bangladesh). Grazie al supporto dei paesi africani la candidatura asiatica prevalse per 10 voti a 3 nella votazione del 30 aprile 2006. La candidatura dei due paesi oceanici fu convincente a tal punto che l'ICC scelse nello stesso giorno di assegnare ai due paesi il torneo del 2015, con il consenso dell'Inghilterra (anch'essa candidata per il 2015) che fu costretta al ritiro e risarcita con l'assegnazione del torneo del 2019.

### Prima attribuzione delle sedi
L'idea di affidare l'organizzazione a ben 4 paesi ha fatto sorgere molti contrasti sulla spartizione delle partite tuttavia il presidente della federazione pakistana annunciò di aver trovato un accordo per la divisione delle partite tra le nazioni organizzatrici:
India
- 22 partite (inclusa la finale)

Pakistan
- 14 partite (inclusa una semifinale)

Sri Lanka
- 9 partite (inclusa una semifinale)

Bangladesh
- 6 partite (inclusa la cerimonia di inaugurazione e la prima partita)

### Perplessità
Nel 2008 in occasione dell'ICC Champions Trophy 2008 molte selezioni nazionali fecero sapere che la loro partecipazione al torneo sarebbe stata in dubbio a causa delle tensioni e della mancanza di sicurezza presente in Pakistan. Il torneo venne inizialmente rimandato al 2009 e in seguito spostato in Sudafrica.
Il 3 marzo 2009 la selezione nazionale dello Sri Lanka in visita in Pakistan per un tour rimase vittima di un attentato che ebbe come conseguenze la morte di 8 persone e l'infortunio di 6 giocatori della squadra dello Sri Lanka. Sull'evento pesano molti dubbi e diversi osservatori internazionali credono che la federazione del Pakistan e il governo siano in gran parte responsabili non avendo garantito la sicurezza necessaria ai giocatori ospiti, nonostante le richieste specifiche in questo senso dell'ICC e della federazione singalese.
A causa di questi attentati il tour della selezione Australiana in Pakistan è stato inizialmente cancellato e dopo una trattativa spostato in una sede neutrale, la scelta è caduta su Dubai.
Questo grave evento ha messo in discussione la possibilità di escludere il Pakistan dall'organizzazione del torneo.

### Esclusione del Pakistan
Il 9 aprile 2009 Ijaz Butt, il presidente del Pakistan Cricket Board, ha dichiarato che ricorrerà alle vie legali per opporsi alla eventuale decisione dell'ICC di estromettere il Pakistan. Tuttavia David Morgan (presidente dell'ICC) precisò che al momento non si voleva togliere al Pakistan il suo stato di co-organizzatore ma si discuteva solo sulla possibilità di spostare alcune partite.
È stato calcolato che il PCB perderà qualcosa come $10,5 milioni se il torneo verrà spostato altrove. Questa stima è fatta tenendo conto solo dei rimborsi di $750.000 per ogni partita garantiti dall'ICC. Considerando tutte le forme di introiti televisivi, pubblicitari, di incasso dei biglietti e di indotto commerciale e turistico la perdita per l'economia pakistana sarà enormemente maggiore.
Il 17 aprile 2009 a causa dell'insicurezza generale sulla situazione del Pakistan e la mancanza di garanzie per l'incolumità dei giocatori e dei tifosi il paese è stato estromesso dall'organizzazione dall'ICC.
Il Pakistan ha proposto agli altri co-organizzatori di spostare il loro torneo all'edizione 2015 lasciando ai due paesi oceanici originariamente unici candidati la possibilità di ospitare il torneo del 2011, tuttavia la proposta del Pakistan è stata rifiutata dai co-organizzatori, dall'ICC e anche dai paesi oceanici che avevano elaborato un piano organizzativo per il 2015 e non potevano anticipare il loro torneo.
Il Pakistan Cricket Board ha più volte fatto intendere di rinunciare a partecipare al torneo se le partite della propria squadra saranno disputate in India..
In seguito a questa dichiarazione il Pakistan come ultima speranza ha proposto di organizzare le partite ad esso assegnate nella sede neutrale di Dubai, negli Emirati Arabi Uniti. Questa proposta è stata accolta con gioia dall'Emirates Cricket Board ed è stata presa in considerazione dall'ICC ma in seguito bocciata a causa delle difficoltà di allestire dei continui collegamenti aerei.
Il 28 aprile 2009 l'ICC ha comunicato di aver riassegnato tutti i match originariamente destinati al Pakistan, estromettendolo definitivamente dall'organizzazione.

### Seconda attribuzione delle sedi
Con l'estromissione definitiva del Pakistan lo scenario del torneo è cambiato assumendo la seguente forma:
India
- 29 partite (inclusa la finale e una semifinale) in 8 stadi.

Sri Lanka
- 12 partite (inclusa una semifinale) in 3 stadi.

Bangladesh
- 8 partite (inclusa la cerimonia di inaugurazione e la prima partita) in 2 stadi.

## Stadi
| Calcutta                                                      | Colombo                                        | Nuova Delhi                                  | Kandy                                                            | Ahmedabad                               |
| ------------------------------------------------------------- | ---------------------------------------------- | -------------------------------------------- | ---------------------------------------------------------------- | --------------------------------------- |
| Eden Gardens Capacità: 95.000                                 | R. Premadasa Stadium Capacità: 37.000          | Feroz Shah Kotla Capacità: 48.000            | Pallekele International Cricket Stadium Capacità: 35.000 (nuovo) | Sardar Patel Stadium Capacità: 54.000   |
|                                                               |                                                |                                              |                                                                  |                                         |
|                                                               | Chittagong                                     | Chennai                                      | Dacca                                                            |                                         |
|                                                               | Chittagong Divisional Stadium Capacità: 26.000 | M. A. Chidambaram Stadium Capacità: 50.000   | Sher-e-Bangla Cricket Stadium Capacità: 47.000                   |                                         |
|                                                               |                                                |                                              |                                                                  |                                         |
| Mumbai                                                        | Hambantota                                     | Mohali                                       | Nagpur                                                           | Bangalore                               |
| Wankhede Stadium Capacità pianificata: 45.000 (ristrutturato) | Suriyawewa Stadium Capacità: 37.000 (nuovo)    | Punjab Cricket Ass. Stadium Capacità: 43.000 | Vidarbha Cricket Ass. Stadium Capacità: 45.000                   | M. Chinnaswamy Stadium Capacità: 42.000 |
|                                                               |                                                |                                              |                                                                  |                                         |

## Arbitri
Australia
- Simon Taufel
- Steve Davis
- Rod Tucker
- Daryl Harper
- Bruce Oxenford

New Zealand
- Billy Bowden
- Tony Hill

South Africa
- Marais Erasmus

Pakistan
- Aleem Dar
- Asad Rauf

India
- Shavir Tarapore
- Amiesh Saheba

England
- Ian Gould
- Richard Kettleborough
- Nigel Llong

Sri Lanka
- Asoka de Silva
- Kumar Dharmasena

West Indies
- Billy Doctrove

## Struttura
Nel 2007 le quattro nazioni hanno deciso di revisionare la formula del torneo riportandolo a 14 squadre al posto delle 16 della precedente edizione. Il primo turno sarà composto da due gironi all'italiana da 7 squadre ciascuno con partite di sola andata. Le prime quattro di ogni gruppo accederanno ai quarti di finale incrociati (la prima di un gruppo con la quarta dell'altro, la seconda con la terza e così via), le vincenti conquisteranno l'accesso alle due semifinale e poi la finale. La formula del torneo garantisce a tutte le squadre di giocare almeno 6 partite.

## Squadre qualificate
Come vuole la tradizione i dieci full members dell'International Cricket Council sono qualificati di diritto alla fase finale della coppa del mondo, i dieci paesi in questione sono:
- Australia
- Bangladesh
- Inghilterra
- India
- Nuova Zelanda
- Indie Occidentali
- Pakistan
- Sudafrica
- Sri Lanka
- Zimbabwe

A questi si sono aggiunte altre 4 nazioni provenienti dalle qualificazioni. Ci sono stati dubbi sulla partecipazione dello Zimbabwe vista la gravissima situazione del paese che non ha risparmiato la squadra di cricket, che negli ultimi anni aveva deluso gli appassionati con una serie di prestazioni che mettono in dubbio il suo stato di Full member, nonostante tutto la selezione dello Zimbabwe ha regolarmente partecipato.
Altre 4 squadre si sono qualificate al torneo nel 2009 tramite un torneo di qualificazione denominato ICC World Cup Qualifier 2009:
- Irlanda: vincitore dell'ICC World Cup Qualifier 2009
- Canada: finalista dell'ICC World Cup Qualifier 2009
- Paesi Bassi: terzo classificato dell'ICC World Cup Qualifier 2009
- Kenya: quarto classificato dell'ICC World Cup Qualifier 2009

## Prima fase

### Gruppo A

#### Partite
| Data             | Luogo                                                          | In battuta (nel I innings)             | Al lancio (nel I innings)              | Risultato                                                                                 |
| ---------------- | -------------------------------------------------------------- | -------------------------------------- | -------------------------------------- | ----------------------------------------------------------------------------------------- |
| 20 febbraio 2011 | M. A. Chidambaram Stadium Chennai, India                       | Kenya 69/all out (23.5 overs)          | Nuova Zelanda 72/0 (8 overs)           | NZL vince di 10 wickets                                                                   |
| 20 febbraio 2011 | Hambantota International Cricket Stadium Hambantota, Sri Lanka | Sri Lanka 332/7 (50 overs)             | Canada 122/all out (36.5 overs)        | SRI vince di 210 runs                                                                     |
| 21 febbraio 2011 | Sardar Patel Stadium Ahmedabad, India                          | Australia 262/6 (50 overs)             | Zimbabwe 171/all out (46.2 overs)      | AUS vince di 91 runs                                                                      |
| 23 febbraio 2011 | Hambantota International Cricket Stadium Hambantota, Sri Lanka | Pakistan 317/7 (50 overs)              | Kenya 112/all out (33.1 overs)         | PAK vince di 205 runs                                                                     |
| 25 febbraio 2011 | Vidarbha Cricket Association Stadium Nagpur, India             | Nuova Zelanda 206/all out (45.1 overs) | Australia 207/3 (34.0 overs)           | AUS vince di 7 wickets                                                                    |
| 26 febbraio 2011 | R. Premadasa Stadium Colombo, Sri Lanka                        | Pakistan 277/7 (50 overs)              | Sri Lanka 266/9 (50 overs)             | PAK vince di 11 runs                                                                      |
| 28 febbraio 2011 | Vidarbha Cricket Association Stadium Nagpur, India             | Zimbabwe 298/9 (50 overs)              | Canada 123/all out (42.1 overs)        | ZIM vince di 175 runs                                                                     |
| 1º marzo 2011    | R. Premadasa Stadium Colombo, Sri Lanka                        | Kenya 142/all out (42.4 overs)         | Sri Lanka 146/1 (18.4 overs)           | SRI vince di 9 wickets                                                                    |
| 3 marzo 2011     | R. Premadasa Stadium Colombo, Sri Lanka                        | Pakistan 184/ all out (43 overs)       | Canada 138/all out (42.5 overs)        | PAK vince di 46 runs                                                                      |
| 4 marzo 2011     | Sardar Patel Stadium Ahmedabad, India                          | Zimbabwe 162/all out (46.2 overs)      | Nuova Zelanda 166/0 (33.3 overs)       | NZL vince di 10 runs                                                                      |
| 5 marzo 2011     | R. Premadasa Stadium Colombo, Sri Lanka                        | Sri Lanka 146/3 (32.5 overs)           | Australia non disputato                | PARTITA ANNULLATA Sospesa per pioggia dopo 32.5 overs dello SRI                           |
| 7 marzo 2011     | Feroz Shah Kotla Nuova Delhi, India                            | Kenya 198/all out (50 overs)           | Canada 199/5 (45.3 overs)              | CAN vince di 5 wickets                                                                    |
| 8 marzo 2011     | Pallekele International Cricket Stadium Kandy, Sri Lanka       | Nuova Zelanda 302/7 (50 overs)         | Pakistan 192/all out (41.4 overs)      | NZL vince di 110 runs                                                                     |
| 10 marzo 2011    | Pallekele International Cricket Stadium Kandy, Sri Lanka       | Sri Lanka 327/6 (50 overs)             | Zimbabwe 188/all out (39 overs)        | SRI vince di 139 runs                                                                     |
| 13 marzo 2011    | Wankhede Stadium Mumbai, India                                 | Nuova Zelanda 358/6 (50 overs)         | Canada 261/9 (50 overs)                | NZL vince di 97 runs                                                                      |
| 13 marzo 2011    | M. Chinnaswamy Stadium Bangalore, India                        | Australia 324/6 (50 overs)             | Kenya 264/6 (50 overs)                 | AUS vince di 60 runs                                                                      |
| 14 marzo 2011    | Pallekele International Cricket Stadium Kandy, Sri Lanka       | Zimbabwe 134/7 (39.4 overs)            | Pakistan 164/3 (34.1 overs)            | PAK vince di 7 wickets Innings del ZIM ridotto a 39.4, target del PAK ridotto a 162 in 38 |
| 16 marzo 2011    | M. Chinnaswamy Stadium Bangalore, India                        | Canada 211/all out (45.4 overs)        | Australia 212/3 (34.5 overs)           | AUS vince di 7 wickets                                                                    |
| 18 marzo 2011    | Wankhede Stadium Mumbai, India                                 | Sri Lanka 265/9 (50 overs)             | Nuova Zelanda 153/all out (35.0 overs) | SRI vince di 112 runs                                                                     |
| 19 marzo 2011    | R. Premadasa Stadium Colombo, Sri Lanka                        | Australia 176/all out (46.4 overs)     | Pakistan 178/6 (41 overs)              | PAK vince di 4 wickets                                                                    |
| 20 marzo 2011    | Eden Gardens Calcutta, India                                   | Zimbabwe 308/6 (50 overs)              | Kenya 147/all out (36 overs)           | ZIM vince di 161 runs                                                                     |

#### Classifica
| Squadra       | G | V | P | Pari | NR | NRR    | Pts |
| ------------- | - | - | - | ---- | -- | ------ | --- |
| Pakistan      | 6 | 5 | 1 | 0    | 0  | +0.758 | 10  |
| Sri Lanka     | 6 | 4 | 1 | 0    | 1  | +2.582 | 9   |
| Australia     | 6 | 4 | 1 | 0    | 1  | +1.123 | 9   |
| Nuova Zelanda | 6 | 4 | 2 | 0    | 0  | +1.135 | 8   |
| Zimbabwe      | 6 | 2 | 4 | 0    | 0  | +0.030 | 4   |
| Canada        | 6 | 1 | 5 | 0    | 0  | −1.987 | 2   |
| Kenya         | 6 | 0 | 6 | 0    | 0  | −3.042 | 0   |

### Gruppo B

#### Partite
| Data             | Luogo                                                | In battuta (nel I innings)                 | Al lancio (nel I innings)                  | Risultato              |
| ---------------- | ---------------------------------------------------- | ------------------------------------------ | ------------------------------------------ | ---------------------- |
| 19 febbraio 2011 | Sher-e-Bangla Cricket Stadium Dacca, Bangladesh      | India 370/4 (50 overs)                     | Bangladesh 283/9 (50 overs)                | IND vince di 87 runs   |
| 22 febbraio 2011 | Vidarbha Cricket Association Stadium Nagpur, India   | Paesi Bassi 292/6 (50 overs)               | Inghilterra 296/4 (48.4 overs)             | ENG vince di 6 wickets |
| 24 febbraio 2011 | Feroz Shah Kotla Nuova Delhi, India                  | Indie Occidentali 222/all out (47.3 overs) | Sudafrica 223/3 (42.5 overs)               | RSA vince di 7 wickets |
| 25 febbraio 2011 | Sher-e-Bangla Cricket Stadium Dacca, Bangladesh      | Bangladesh 205/all out (49.2 overs)        | Irlanda 178/all out (45 overs)             | BAN vince di 27 runs   |
| 27 febbraio 2011 | M. Chinnaswamy Stadium Bangalore, India              | India 338/all out (49.5 overs)             | Inghilterra 338/8 (50 overs)               | PARITA'                |
| 28 febbraio 2011 | Feroz Shah Kotla Nuova Delhi, India                  | Indie Occidentali 330/8 (50 overs)         | Paesi Bassi 115/all out (31.3 overs)       | WIN vince di 215 runs  |
| 2 marzo 2011     | M. Chinnaswamy Stadium Bangalore, India              | Inghilterra 327/8 (50 overs)               | Irlanda 329/7 (49.1 overs)                 | IRL vince di 3 wickets |
| 3 marzo 2011     | Punjab Cricket Association Stadium Mohali, India     | Sudafrica 351/5 (50 overs)                 | Paesi Bassi 120/all out (34.5 overs)       | RSA vince di 231 runs  |
| 4 marzo 2011     | Sher-e-Bangla Cricket Stadium Dacca, Bangladesh      | Bangladesh 58/all out (18.5 overs)         | Indie Occidentali 59/1 (12.2 overs)        | WIN vince di 9 wickets |
| 6 marzo 2011     | M. Chinnaswamy Stadium Bangalore, India              | Irlanda 207/all out (47.5 overs)           | India 210/5 (46 overs)                     | IND vince di 5 wickets |
| 6 marzo 2011     | M. A. Chidambaram Stadium Chennai, India             | Inghilterra 171/all out (45.4 overs)       | Sudafrica 165/all out (47.4 overs)         | ENG vince di 6 runs    |
| 9 marzo 2011     | Feroz Shah Kotla Nuova Delhi, India                  | Paesi Bassi 189/all out (46.4 overs)       | India 191/5 (36.3 overs)                   | IND vince di 5 wickets |
| 11 marzo 2011    | Punjab Cricket Association Stadium Mohali, India     | Indie Occidentali 275/all out (50 overs)   | Irlanda 231/all out (49 overs)             | WIN vince di 44 runs   |
| 11 marzo 2011    | Chittagong Divisional Stadium Chittagong, Bangladesh | Inghilterra 225/all out (49.4 overs)       | Bangladesh 227/8 (49 overs)                | BAN vince di 2 wickets |
| 12 marzo 2011    | Vidarbha Cricket Association Stadium Nagpur, India   | India 296/all out (48.4 overs)             | Sudafrica 300/7 (49.4 overs)               | RSA vince di 3 wickets |
| 14 marzo 2011    | Chittagong Divisional Stadium Chittagong, Bangladesh | Bangladesh 166/4 (49.2 overs)              | Paesi Bassi 160/all out (48.4 overs)       | BAN vince di 6 wickets |
| 15 marzo 2011    | Eden Gardens Calcutta, India                         | Sudafrica 272/7 (50 overs)                 | Irlanda 141/all out (33.2 overs)           | RSA vince di 131 runs  |
| 17 marzo 2011    | M. A. Chidambaram Stadium Chennai, India             | ' Inghilterra 243/all out (48.4 overs)     | Indie Occidentali 225/all out (44.4 overs) | ENG vince di 18 runs   |
| 18 marzo 2011    | Eden Gardens Calcutta, India                         | Paesi Bassi 306/all out (50 overs)         | Irlanda 307/4 (47.4 overs)                 | IRL vince di 6 wickets |
| 19 marzo 2011    | Sher-e-Bangla Cricket Stadium Dacca, Bangladesh      | Sudafrica 284/8 (50 overs)                 | Bangladesh 78/all out (28.0 overs)         | RSA vince di 206 runs  |
| 20 marzo 2011    | M. A. Chidambaram Stadium Chennai, India             | India 268/all out (49.1 overs)             | Indie Occidentali 188/all out (43 overs)   | IND vince di 80 runs   |

#### Classifica
| Squadra           | G | V | P | Pari | NR | NRR    | Pts |
| ----------------- | - | - | - | ---- | -- | ------ | --- |
| Sudafrica         | 6 | 5 | 1 | 0    | 0  | +2.026 | 10  |
| India             | 6 | 4 | 1 | 1    | 0  | +0.900 | 9   |
| Inghilterra       | 6 | 3 | 2 | 1    | 0  | +0.072 | 7   |
| Indie Occidentali | 6 | 3 | 3 | 0    | 0  | +1.066 | 6   |
| Bangladesh        | 6 | 3 | 3 | 0    | 0  | –1.361 | 6   |
| Irlanda           | 6 | 2 | 4 | 0    | 0  | –0.696 | 4   |
| Paesi Bassi       | 6 | 0 | 6 | 0    | 0  | –2.045 | 0   |

## Eliminazione diretta
|  | Quarti di finale  | Quarti di finale |               |               | Semifinali                | Semifinali                |  |  | Finale | Finale |
|  |                   |                  |               |               |                           |                           |  |  |        |        |
|  |                   |                  |               |               |                           |                           |  |  |        |        |
|  |                   |                  |               |               |                           |                           |  |  |        |        |
|  | Pakistan          | 113/0            |               |               |                           |                           |  |  |        |        |
|  | Pakistan          | 113/0            |               |               |                           |                           |  |  |        |        |
|  | Indie Occidentali | 112              |               |               |                           |                           |  |  |        |        |
|  | Indie Occidentali | 112              | Pakistan      | 231           |                           |                           |  |  |        |        |
|  |                   |                  | Pakistan      | 231           |                           |                           |  |  |        |        |
|  |                   | India            | 260/9         |               |                           |                           |  |  |        |        |
|  | Australia         | India            | 260/9         | 260/6         |                           |                           |  |  |        |        |
|  | Australia         |                  |               | 260/6         |                           |                           |  |  |        |        |
|  | India             | 261/5            |               |               |                           |                           |  |  |        |        |
|  | India             | 261/5            | India         | 277/4         |                           |                           |  |  |        |        |
|  |                   |                  | India         | 277/4         |                           |                           |  |  |        |        |
|  |                   | Sri Lanka        | 274/6         |               |                           |                           |  |  |        |        |
|  | Nuova Zelanda     | Sri Lanka        | 274/6         | 221/8         |                           |                           |  |  |        |        |
|  | Nuova Zelanda     |                  |               | 221/8         |                           |                           |  |  |        |        |
|  | Sudafrica         | 172              |               |               |                           |                           |  |  |        |        |
|  | Sudafrica         | 172              | Nuova Zelanda | 217           | Finale per il terzo posto | Finale per il terzo posto |  |  |        |        |
|  |                   |                  | Nuova Zelanda | 217           | Finale per il terzo posto | Finale per il terzo posto |  |  |        |        |
|  |                   | Sri Lanka        | 220/5         |               |                           |                           |  |  |        |        |
|  | Sri Lanka         | Sri Lanka        | 220/5         | 231/0         | Non disputata             |                           |  |  |        |        |
|  | Sri Lanka         |                  |               | 231/0         | Non disputata             |                           |  |  |        |        |
|  | Inghilterra       | 229/6            |               | Non disputata |                           |                           |  |  |        |        |
|  | Inghilterra       | 229/6            |               |               |                           |                           |  |  |        |        |
|  |                   |                  |               |               |                           |                           |  |  |        |        |
|  |                   |                  |               |               |                           |                           |  |  |        |        |

### Quarti di finale
| Data          | Luogo                                           | In battuta (nel I innings)                 | Al lancio (nel I innings)          | Risultato               |
| ------------- | ----------------------------------------------- | ------------------------------------------ | ---------------------------------- | ----------------------- |
| 23 marzo 2011 | Sher-e-Bangla Cricket Stadium Dacca, Bangladesh | Indie Occidentali 112/all out (43.3 overs) | Pakistan 113/0 (20.5 overs)        | PAK vince di 10 wickets |
| 24 marzo 2011 | Sardar Patel Stadium Ahmedabad, India           | Australia 260/6 (50 overs)                 | India 261/5 (47.4 overs)           | IND vince di 5 wickets  |
| 25 marzo 2011 | Sher-e-Bangla Cricket Stadium Dacca, Bangladesh | Nuova Zelanda 221/8 (50 overs)             | Sudafrica 172/all out (43.2 overs) | NZL vince di 49 runs    |
| 26 marzo 2011 | R. Premadasa Stadium Colombo, Sri Lanka         | Inghilterra 229/6 (50 overs)               | Sri Lanka 231/0 (39.3 overs)       | SRI vince di 10 wickets |

### Semifinali
| Data          | Luogo                                            | In battuta (nel I innings)     | Al lancio (nel I innings)    | Risultato              |
| ------------- | ------------------------------------------------ | ------------------------------ | ---------------------------- | ---------------------- |
| 29 marzo 2011 | R. Premadasa Stadium Colombo, Sri Lanka          | Nuova Zelanda 217 (48.5 overs) | Sri Lanka 220/5 (47.5 overs) | SRI vince di 5 wickets |
| 30 marzo 2011 | Punjab Cricket Association Stadium Mohali, India | India 260/9 (50 overs)         | Pakistan 231(49.5 overs)     | IND vince di 29 runs   |

### Finale
| Data          | Luogo                          | In battuta (nel I innings) | Al lancio (nel I innings) | Risultato              |
| ------------- | ------------------------------ | -------------------------- | ------------------------- | ---------------------- |
| 2 aprile 2011 | Wankhede Stadium Mumbai, India | Sri Lanka 274/6 (50 overs) | India 277/4 (48.2 overs)  | IND vince di 6 wickets |